# Джессіка Їслова
Джессіка Їслова (28 липня 1994 , Яблонець-над-Нисою, Північночеський крайd ) — чеська біатлоністка. Учасниця Олімпійських ігор і чемпіонатів світу, срібна медалістка чемпіонату світу в змішаній естафеті. 

## Особисте життя
Народилась у Яблонці-над-Нисою, де й почала займатись біатлоном. Має двох молодших сестер, Еріку та Сару, теж біатлоністок. Перший тренер — Станіслав Резач. Далі тренувалась у Зденека Вітека та Іржі Голубця. Входить до складу команди SKP Kornspitz Jablonec.
2019 року закінчила магістратуру на факультеті спорту Університету Масарика в Брно.

## Спортивна кар'єра

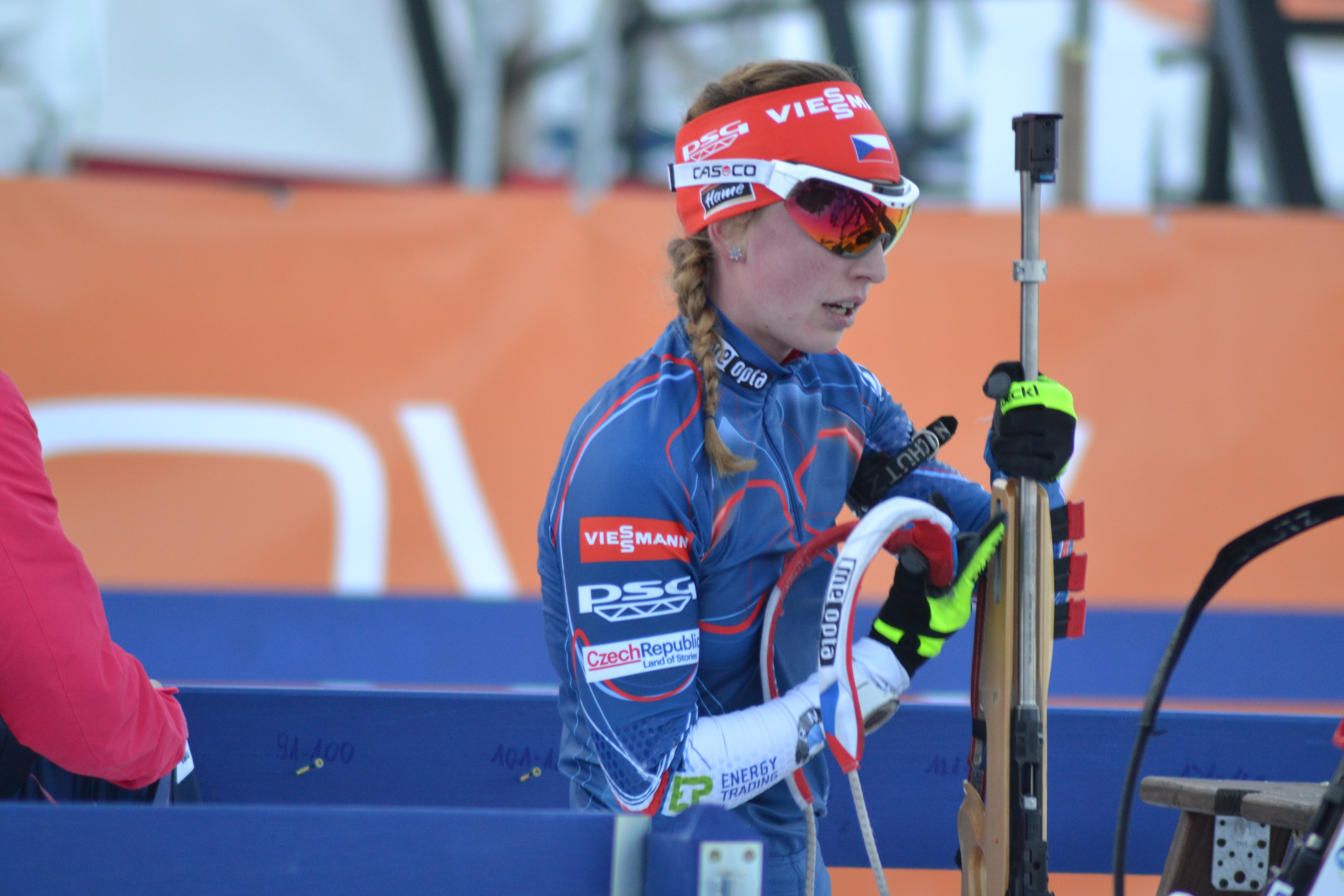
Джессіка Їслова на чемпіонаті Європи 2017

На чемпіонат світу серед юніорів 2011 року в чеському Нове Место посіла 16-те місце. На Європейському зимовому юнацькому олімпійському фестивалі, що відбувся в Лібереці, посіла 11-те місце в змішаній естафеті, а в індивідуальних перегонах була 22-ю.
На чемпіонат світу серед юніорів 2012 року у фінському Контіолахті посіла 7-ме місце в спринті. А в мас-старті фінішувала 4-ю, лише на одну секунду позаду бронзової медалістки.
На літньому чемпіонаті світу 2012 року виборола бронзову медаль у змішаній естафеті. На чемпіонаті Європи серед юніорів посіла 21-ше місце в спринті.

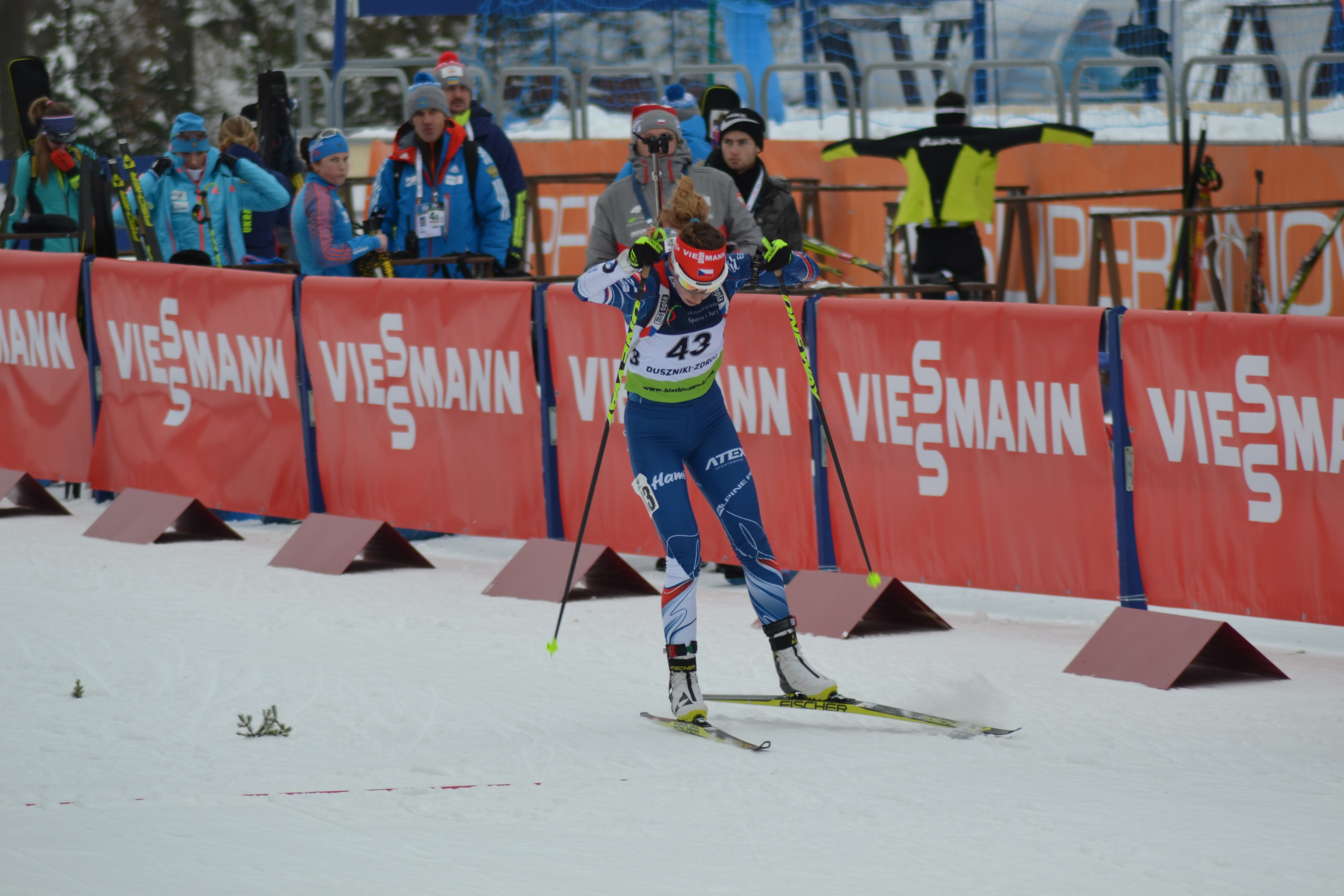
Джессіка Їслова на чемпіонаті Європи 2017

На чемпіонаті світу з літнього біатлону серед юніорів 2013 здобула срібну медаль у змішаній естафеті. На етапі Кубка світу в німецькому Рупольдінгу увійшла до складу чеської естафетної команди, що посіла 6-те місце.
На чемпіонаті світу з літнього біатлону серед юніорів 2014 разом із товаришками по команді перемогла в змішаній естафеті. А ще посіла там третє місце в мас-старті. На чемпіонаті Європи серед юніорів в Отепяе була 4-ю в індивідуальних перегонах.
На етапі Кубка IBU 2015—2016 в Ідре посіла 6-те місце в спринті. На етапі в Нове Место без жодного промаху посіла 11-те місце у спринті на 7,5 км. Завдяки 34-му місцю в спринті на етапі Кубка світу в канадському Кенморі вона набрала свої перші залікові бали.

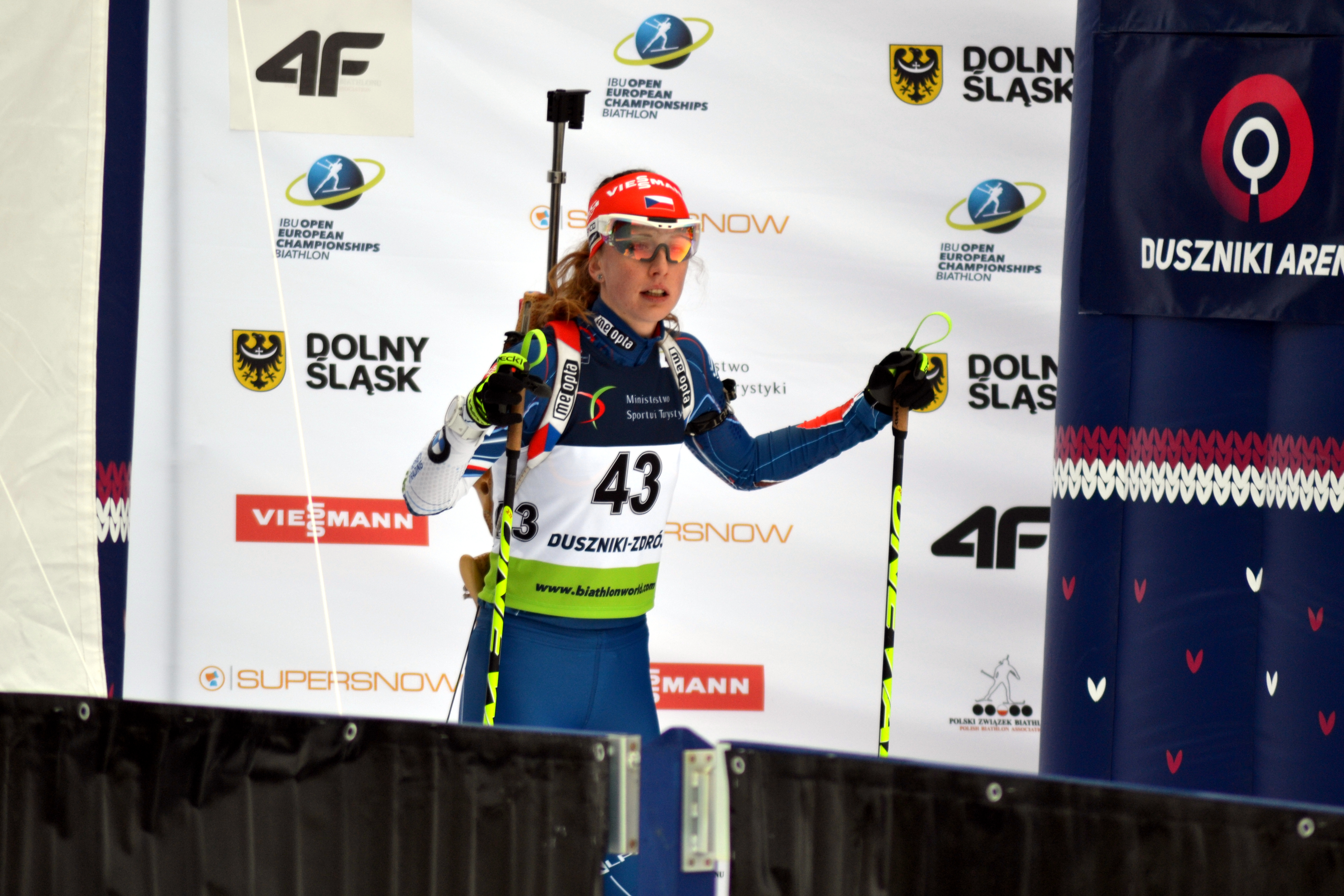
Чемпіонат Європи 2017 — Джессіка Їслова на старті індивідуальних перегонів

На Чемпіонаті Європи 2017 у польському Душніки-Здруй посіла 38-ме місце в мас-старті. На Чемпіонаті світу в Гохфільцені під час сильного снігопаду Джессіка бігла на першому етапі естафети і впоралася з обома стрільбами без додаткових патронів. Естафетна команда в складі Джессіки Їслової, Еви Пускарчикової, Вероніки Віткової, Ґабріели Коукалової посіла 4-те місце.
На етапі Кубка світу 2017—2018 в австрійському Гохфільцені посіла 6-ге місце в жіночій естафеті 4х6 км. На етапі в італійській Антерсельві завдяки бездоганній стрільбі посіла найвище за кар'єру місце в спринті — 15-те.
Кваліфікувалась на Зимові Олімпійські ігри 2018 року, де фінішувала 23-ю в спринті, припустившись лише одного промаху.

## Результати за кар'єру
Усі результати наведено за даними Міжнародного союзу біатлоністів.

### Олімпійські ігри
| Змагання                        | Інд. перегони | Спринт | Перегони пер. | Мас-старт | Естафета | Змішана ес. |
| Олімпійські ігри 2018 Пхьончхан | 72            | 23     | 23            | —         | 12       | —           |
| Пекін 2022                      | 27            | 31     | 35            | —         | 8        | 12          |

### Чемпіонати світу
| Змагання                  | Інд. перегони | Спринт | Перегони пер. | Мас-старт | Естафета | Змішана ес. | Од. змішана ес. |
| ------------------------- | ------------- | ------ | ------------- | --------- | -------- | ----------- | --------------- |
| Осло 2016                 | —             | 41     | 48            | —         | 6        | —           | Не пров.        |
| Гохфільцен 2017           | —             | —      | —             | —         | 4        | —           | Не пров.        |
| Естерсунд 2019            | 55            | —      | —             | —         | 15       | —           | —               |
| Антгольц-Антерсельва 2020 | —             | 70     | —             | —         | 4        | —           | —               |
| Поклюка 2021              | 64            | 71     | —             | —         | 10       | —           | 16              |
| Нове Место 2024           | 12            | 48     | 42            | —         | 7        | 14          | —               |
| Ленцергайде 2025          |               | 54     | 36            |           |          | Срібло      |                 |

### Кубки світу
- Найвище місце в загальному заліку: 59-те 2018 року.
- Найвище місце в окремих перегонах: 15-те.
- 1 п'єдестал в естафеті: 1 третє місце.

Станом на 5 березня 2017 року

#### Підсумкові місця в Кубку світу за роками
| Сезон     | Заг. залік | Спринт | Перегони пер. | Інд. перегони | Мас-старт |
| 2015–2016 | 92         | 86     | -             | -             | -         |
| 2017–2018 | 59         | 45     | 70            | -             | -         |
| 2018–2019 | 90         | 83     | -             | -             | -         |
| 2019–2020 | 65         | 58     | 55            | -             | -         |